# RG-31 Nyala

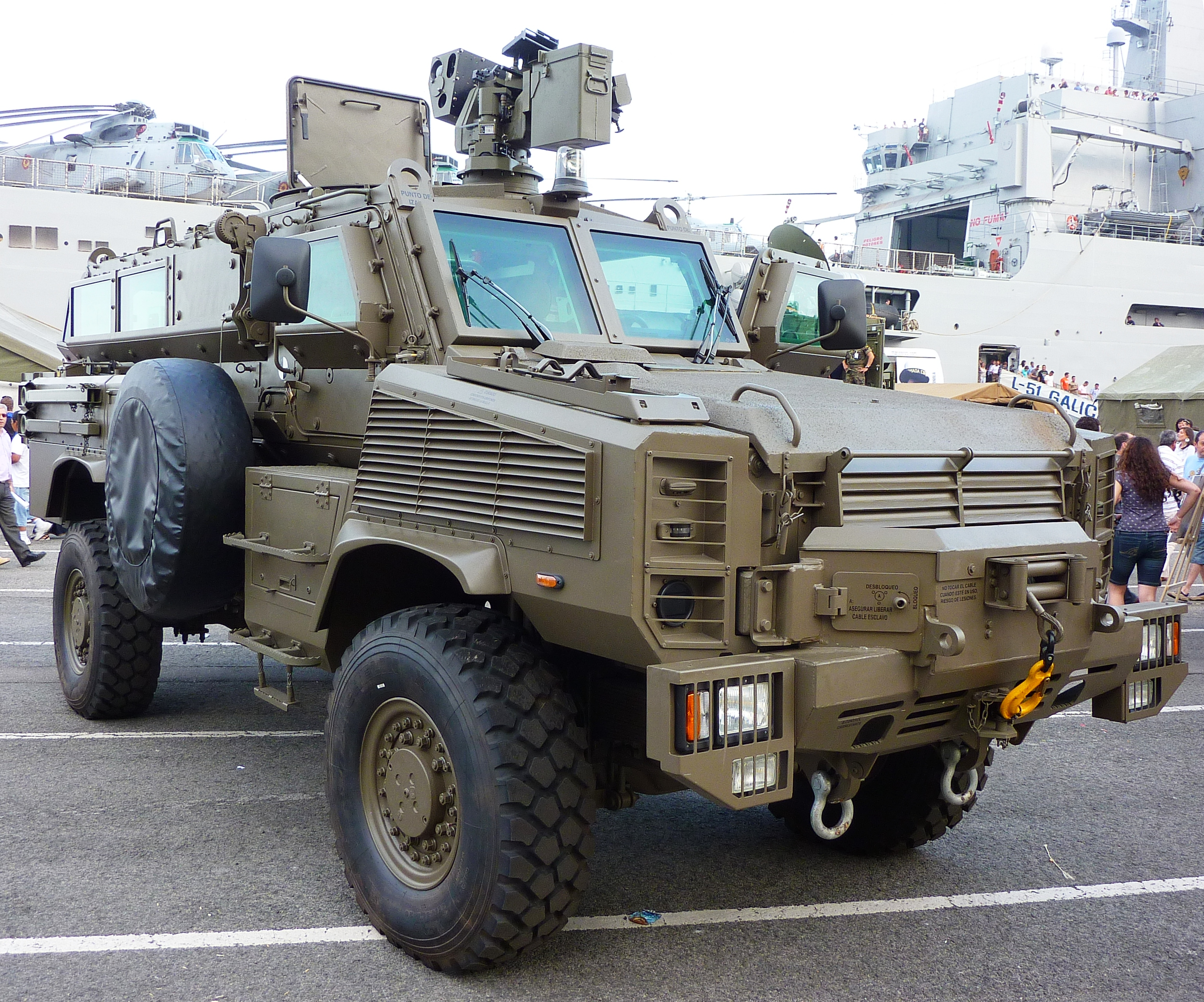
Un RG-31 Mk.5E Nyala del Ejército de Tierra de España.

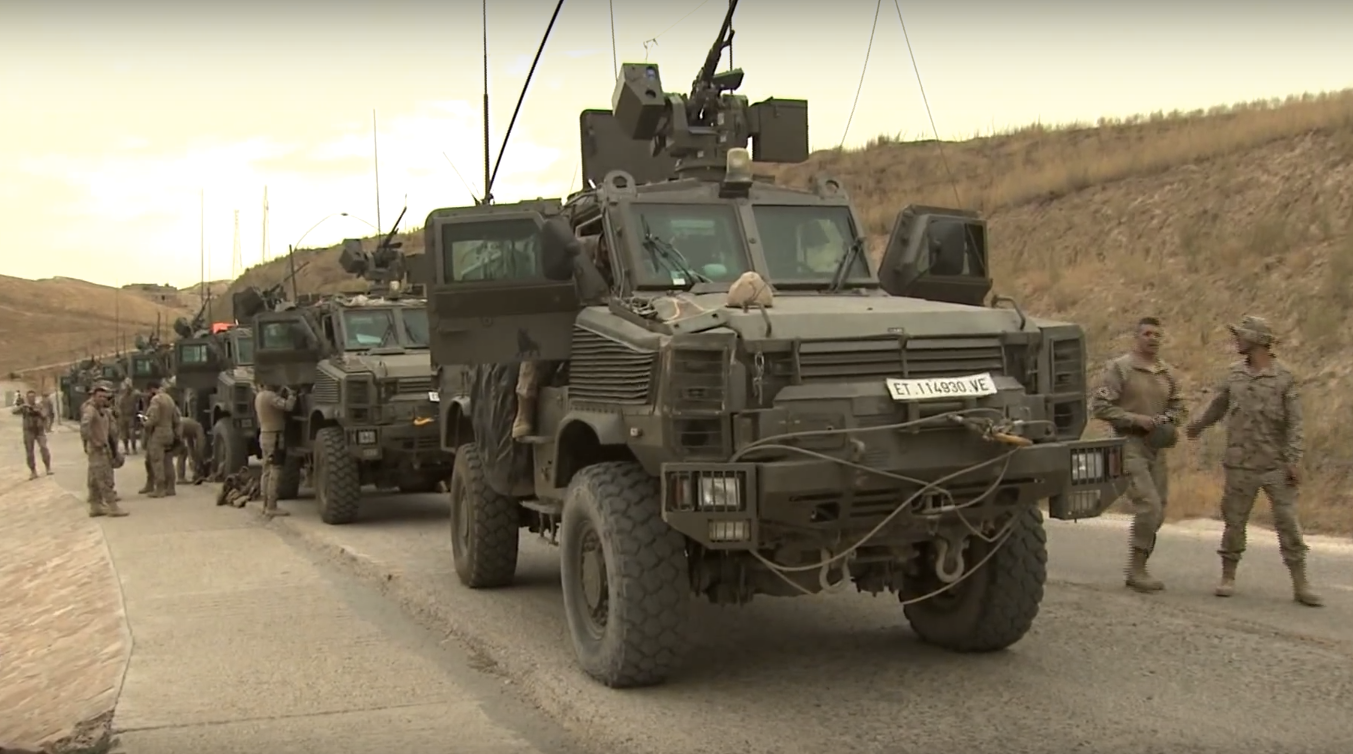
RG-31s españoles en Afganistán.

El RG-31 Nyala («antílope» en afrikáans) es un transporte blindado de personal (TBP) y un vehículo protegido resistente a las minas y las emboscadas (VPRME) fabricado por BAE Systems Land Systems OMC (antes Land Systems OMC) en Sudáfrica, basado en el Mamba APC de TFM Industries. El chasis monocasco en forma de «V» de acero soldado y la suspensión alta del vehículo fueron diseñados para resistir una explosión equivalente a dos minas antitanque TM-57 detonadas simultáneamente.
El RG-31 fue elegido como vehículo multipropósito de la ONU y de otras fuerzas de paz de seguridad. Este vehículo intenta satisfacer los requerimientos de las Organizaciones No Gubernamentales de vehículos para proteger su personal contra la amenaza de las minas terrestres y que a la vez ofrezcan una apariencia no agresiva.

## Variantes
Hay dos tipos de configuraciones, como transporte blindado de personal o como vehículo utilitario de carga, cada una de ellas con diversas variantes.
- RG-31 Mk3A Nyala: basado en el Mamba APC
- RG-31 Sabre: versión de carga.
- RG-31 Mk5 Nyala
- RG-31 Charger: versión del Ejército de Estados Unidos del Mk3 con motor Detroit Diesel y Mk5 con motor Cummins.
- RG-31 Mk5E: una variante alargada del Mk5 similar al RG-33L, pero 4x4.
- RG-31M: reducidas emisiones electromagnéticas infrarrojas, se redujeron 400kg, se acondicionó área de carga.

## Operadores
Canadá
- Fuerzas Canadienses. 75 RG-31 Mk3 con plataforma de armamento por control remoto Protector M151.

 España
- Ejército de Tierra de España. (150 contratados de 180 previstos) RG-31 Mk.5E Nyala equipados con un sistema de armamento por control remoto RCWS Samson fabricado por la empresa israelí Rafael Advanced Defense Systems. La versión del Ejército Español lleva un motor de 5 velocidades, tiene una autonomía de 700 kilómetros, con una velocidad máxima de 90 km/h y supera pendientes de hasta un 25% positivas y 60% negativas. Puede además ser transportada en aviones Lockheed C-130 Hercules y por los Airbus A400M Atlas.[1] Se han adquirido tres variantes: transporte de personal (85), ambulancia (10) y puesto de mando (5). Los vehículos son ensamblados en España en la factoría de General Dynamics Santa Bárbara Sistemas de Alcalá de Guadaíra (Sevilla) a partir de piezas fabricadas por la compañía BAE Systems Sudáfrica.[2][3]

La adquisición de este vehículo fue aprobada por el Gobierno de España el 2 de noviembre de 2007 con un Plan de Renovación de Vehículos Blindados para la adquisición en dos fases de 395 vehículos de escuadra Iveco MLV Lince y 180 de pelotón RG-31 Mk.5E Nyala (575 en total) por valor de 321 millones de euros. La primera fase, que se desarrolla hasta 2009, contempla la adquisición de 100 vehículos RG-31 Mk.5E Nyala por 64,6 millones de €, siendo las previsiones iniciales haberlos recibido entre finales de 2008 y a lo largo de 2009, aunque las entregas van con retraso a causa de diversos fallos que han aparecido, y los primeros 8 vehículos no se recibieron hasta septiembre de 2009. La segunda fase del plan comprendía el periodo 2009-2010 y contemplaba la adquisición de otros 80 RG-31 Mk.5E Nyala que entrarían en servicio de forma escalonada respondiendo a las necesidades del Ejército, pero 20 de estos últimos fueron cancelados en 2013 al incumplir un requisito crítico establecido en el pliego de prescripciones técnicas, lo que hacía imposible la recepción en el plazo previsto.
 Francia
100 prestados por el Departamento de Defensa de los Estados Unidos.
 Colombia
4 RG-31 Nyala.
 Países Bajos
5 prestados por las Fuerzas Canadienses.
 Ruanda
6 RG-31 Nyala.
 Sudáfrica
 Organización de las Naciones Unidas
30 RG-31 Nyala.
 Emiratos Árabes Unidos
76 RG-31 Mk3A modificados.
 Estados Unidos
- Mando de Operaciones Especiales de los Estados Unidos. 50 Mk5A1S
- Ejército de los Estados Unidos. 148 RG-31 Mk3 Charger, 257 Mk5A1.[8]
- Cuerpo de Marines de los Estados Unidos. 610 RG-31 Mk5E.[9]
- Blackwater Security

## Escenarios de combate

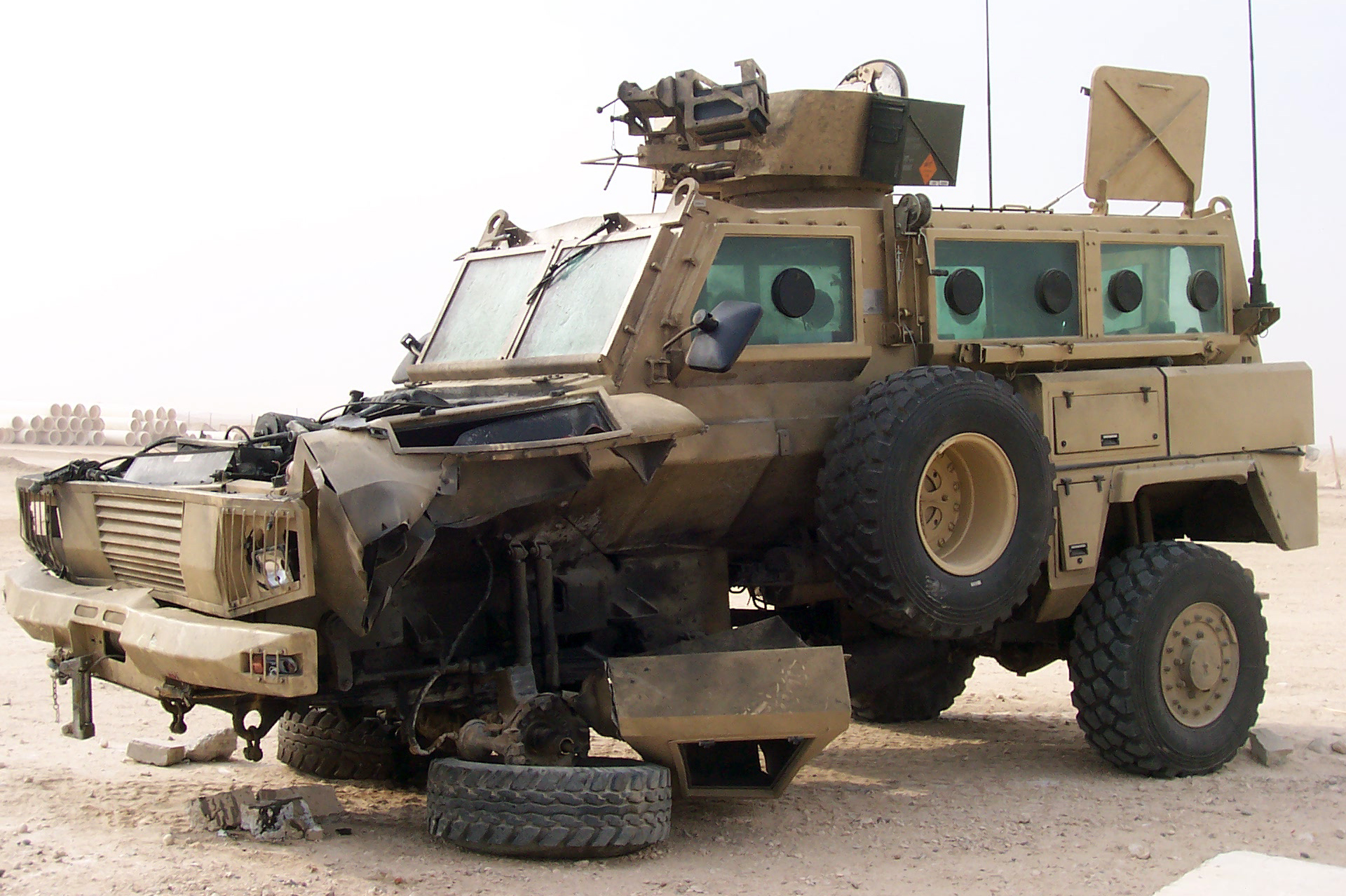
RG-31 Nyala dañado por una mina.

- Afganistán - Canadá, (incluyendo 5 alquilados a los Países Bajos) y España (ISAF)
- Bosnia y Herzegovina - UNPROFOR
- Etiopía / Eritrea - Canadá
- Georgia - UN
- Irak - Estados Unidos
- Conflicto armado en Colombia
- Guerra civil en Costa de Marfil
- Costa de Marfil - UNOCI
- Kosovo - KFOR
- Líbano - UNIFIL

### Listas relacionadas
- Anexo:Materiales del Ejército de Tierra de España